# Kateřina Beroušková
Kateřina Beroušková (Domažlice, 10 settembre 1991) è una fondista ceca.
In seguito al matrimonio con l'allenatore di sci di fondo Vladislav Razým ha assunto il cognome del coniuge e dalla stagione 2019-2020 si è iscritta alle liste FIS come Kateřina Razýmová.

## Biografia
Attiva in gare FIS dal dicembre del 2012, la Beroušková ha esordito in Coppa del Mondo l'11 gennaio 2014 a Nové Město na Moravě (66ª), ai Campionati mondiali a Lahti 2017, dove si è classificata 27ª nella 10 km, 26ª nella 30 km, 26ª nello skiathlon e 11ª nella staffetta, e ai Giochi olimpici invernali a Pyeongchang 2018, piazzandosi 45ª nella 10 km, 23ª nella 30 km, 26ª nella sprint, 38ª nello skiathlon, 11ª nella sprint a squadre e 11ª nella staffetta. Ai Mondiali di Seefeld in Tirol 2019 è stata 37ª nella 10 km, 37ª nella 30 km, 29ª nello skiathlon e 11ª nella staffetta, a quelli di Oberstdorf 2021 si è classificata 25ª nella 10 km, 19ª nella 30 km, 14ª nello skiathlon, 8ª nella sprint a squadre e 8ª nella staffetta e a quelli di Planica 2023 è stata 22ª nella 10 km, 21ª nella 30 km, 13ª nello skiathlon e 9ª nella staffetta.

## Palmarès

### Coppa del Mondo
- Miglior piazzamento in classifica generale: 19ª nel 2021